# Distretto di Mueang Tak
Il distretto di Mueang Tak (in thailandese: เมืองตาก) è un distretto (amphoe) della Thailandia, situato nella provincia di Tak, della quale è il capoluogo.